# Parador

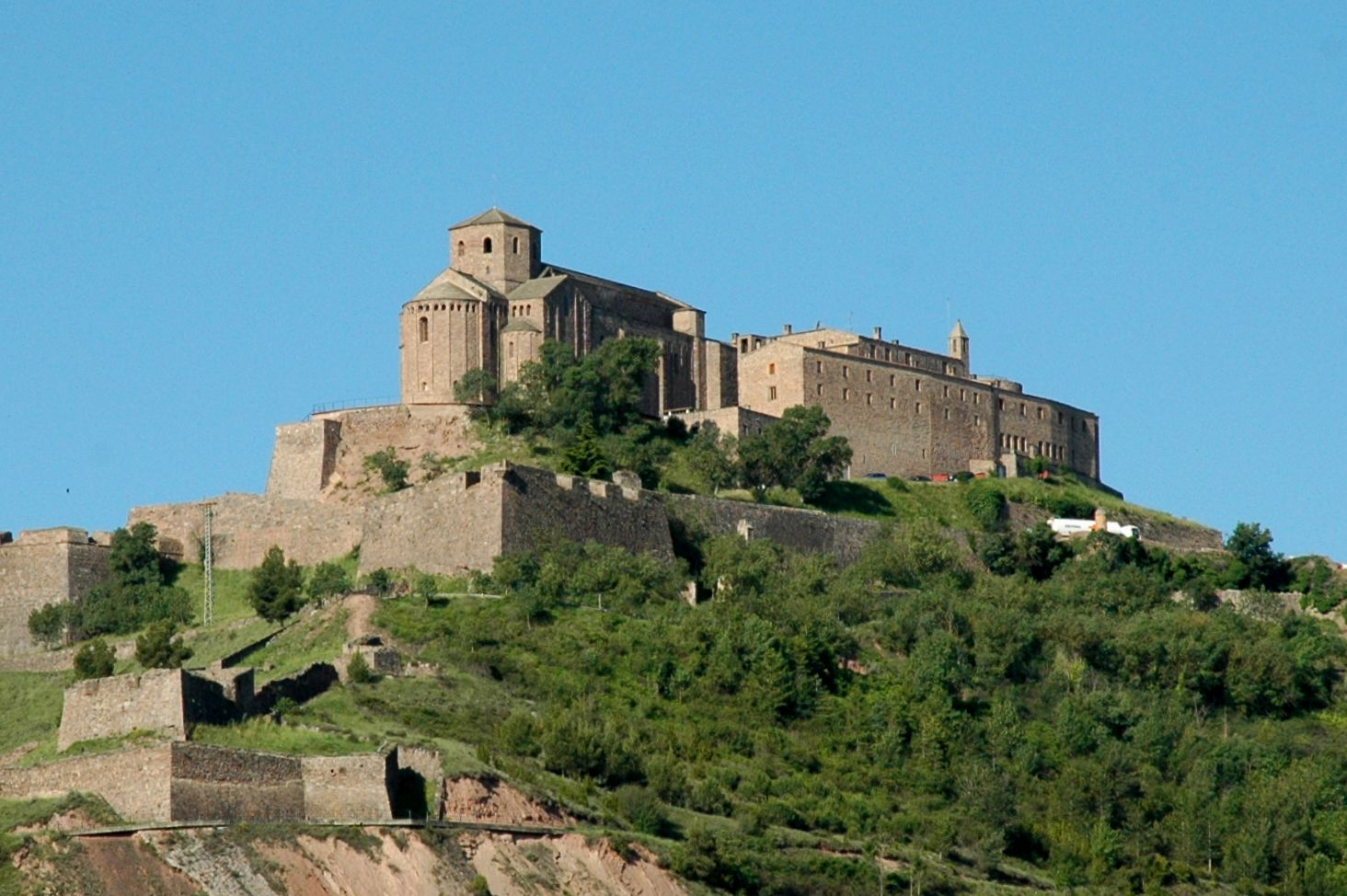
Castell de Cardona – typický parador lokalizovaný na hradě.

Parador ([paɾaˈðor]IPA; španělsky parar – zastavit, zdržet se, bydlet) je typ luxusního hotelového ubytování ve Španělsku a dalších španělsky mluvících státech, zpravidla situovaný do historického objektu jakým je klášter, zámek, hrad, tvrz, pevnost či palác.

## Paradores de Turismo de España
Paradores de Turismo de España je řetězec španělských luxusních hotelů založených v roce 1928 králem Alfonsem XIII. k podpoře turismu ve Španělsku. První parador se nacházel v Gredosu ávilské provincie. Následně se síť rozšířila do Galicie, Katalánska, Andalusie, na Kanárské ostrovy a španělských měst v severní Africe.
Obdobné ubytování v Portugalsku vzniklo podle španělského modelu v roce 1942 v lokalitě Pousadas de Portugal.